# Arius sumatranus
Arius sumatranus is een straalvinnige vissensoort uit de familie van christusvissen (Ariidae). De wetenschappelijke naam van de soort is voor het eerst geldig gepubliceerd in 1830, anoniem in het werk Memoir of the life and public services of Sir Thomas Stamford Raffles (...) By his Widow; als de auteur wordt Edward Turner Bennett beschouwd, die de soort in dat boek benoemde als Bagrus sumatranus. Het type-exemplaar van de soort is afkomstig uit de collectie van Thomas Stamford Raffles.
De soort komt voor in het oosten van de Indische Oceaan en het westen van de Stille Oceaan, van ten oosten van Pakistan tot aan Indonesië en de Filipijnen. Ze wordt voor consumptie gevangen en meestal vers verkocht op de markt. De vissen zijn gewoonlijk 12 cm lang maar kunnen tot 32 cm lang zijn. Ze hebben scherpe rug- en borstvinnen die pijnlijke wonden kunnen veroorzaken.